# Jean-Valentin Morel
Jean-Valentin Morel (5. dubna 1794 Paříž – 25. března 1860 16. pařížský obvod) byl francouzský zlatník a šperkař známý kvalitou své práce.

## Životopis

Cleveland Museum of Art, stříbrná pozlacená nádoba od Jeana-Valentina Morela (kolem roku 1845)

Jean-Valentin Morel je synem brusiče drahokamů Valentina Morela a z matčiny strany pochází z rodu šperkařů specializujících se na práci se stříbrem. Broušení drahokamů se vyučil u svého otce a dále se vyučil u zlatníka Adriena Vachetta, který byl známý výrobou zlatých kazet. Po otevření vlastní dílny se Morel specializoval na intarzie a výrobu pohárů z tvrdého kamene ve stylu 16. století.
Na rok byl Morel nucen kvůli zdravotním problémům dílnu uzavřít a v roce 1834 našel místo ředitele dílny Jeana-Baptisty Fossina, kde pracoval při ražbě ze zlata a opracování tvrdého kamene. V roce 1842 podepsal smlouvu s Henrim Duponchelem a otevřel obchod Morel & Cie, který se setkal s velkým úspěchem a rychle si získal mezinárodní renomé. Dílna vyráběla ozdobné vázy, soupravy šperků, stříbrné příbory, vazbu misálu pro papeže Řehoře XVI., stolní servis pro sardinského krále, práce pro budoucího nizozemského krále Viléma III., budoucího ruského cara Alexandra II., francouzského mecenáše vévodu z Luynes atd.
Nakonec však obchod upadl a jeho partnerství s Duponchelem skončilo kvůli neshodám. Duponchel ho v roce 1848 zažaloval, což mělo za následek, že Morel nemohl v Paříži pracovat. Morel proto vstoupil do partnerství s Julesem Fossinem a v roce 1860 přestěhoval svůj podnik do Londýna. Jeho londýnský obchod se nacházel v blízkosti obchodů na Piccadilly, jako byly Garrard a Storr & Mortimer, ale bylo pro něj obtížné se u Angličanů prosadit. Po revoluci v roce 1848 si však získal klientelu mezi francouzskými exulanty a získal licenci jako oficiální dodavatel královny Viktorie. Pro anglického sběratele Henryho Thomase Hopea vyrobil pohár z lapisu lazuli, za který získal zlatou medaili na Světové výstavě v roce 1855. Koncem roku 1852 se však dostal do problémů. Opustil Londýn a otevřel si novou dílnu v Sèvres.
Morel měl syna Prospera, jehož dcera se v roce 1885 provdala za Josepha Chaumeta, který zdědil rodinný klenotnický podnik. Od tohoto okamžiku je to dům Chaumet. V roce 1860 Morel umírá ve finančních potížích. Duponchel po jeho smrti uspořádal výstavu jeho díla.